# Dave Weckl

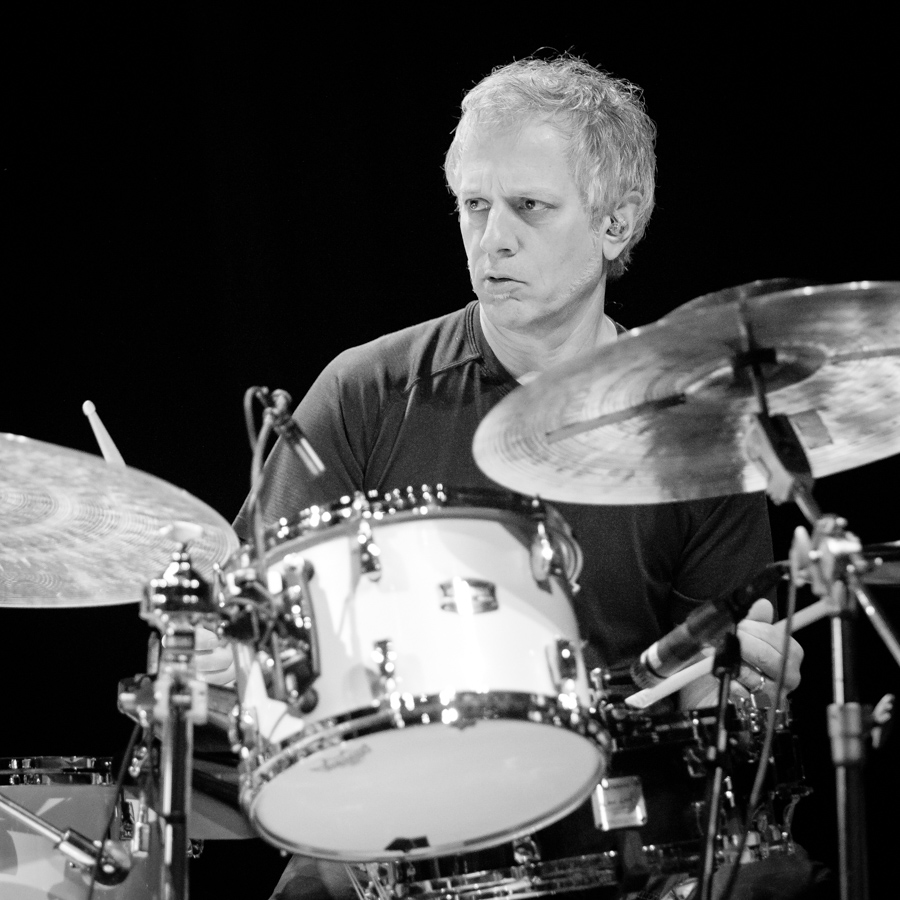
Dave Weckl in 2018

Dave Weckl (8 januari 1960, St. Louis, VS) is een Amerikaanse jazz/fusion drummer. Na in zijn jeugd de nodige muziekscholing te hebben gevolgd, speelde hij in diverse jazz- en fusionbands, waaronder Chick Corea's Elektric Band in de jaren 80 van de vorige eeuw. Daarna bracht hij solowerk uit. Deze solo-albums, alsmede de albums van de Dave Weckl Band, werden over het algemeen goed ontvangen. Weckl staat bekend om zijn virtuoze spel, improvisatietalent en superieure techniek. Hij wordt vaak in een adem genoemd met drummers als Steve Gadd en Vinnie Colaiuta.

## Selecte discografie
Dave Weckl:
- 1990 – Master Plan (GRP records)
- 1992 – Heads Up (GRP records)
- 1994 – Hard Wired (GRP records)

Dave Weckl Band:
- 1998 – Rhythm of the Soul (Stretch records)
- 1999 – Synergy (Stretch records)
- 2000 – Transition (Stretch records)
- 2001 – The Zone (Stretch records)
- 2002 – Perpetual Motion (Stretch records)
- 2003 – Live (And Very Plugged In) (Stretch records)
- 2005 – Multiplicity (Stretch records)

## Videos
- 1988 – Back to Basics (DCI music)
- 1990 – The Next Step (DCI music)
- 1993 – Working It Out: Latin Percussion I - met Walfredo Reyes Sr. (DCI music)
- 1993 – Working It Out: Latin Percussion II - met Walfredo Reyes Sr. (DCI Music)
- 2000 – How to develop your own sound (Carl Fischer publishing)
- 2000 – How to practice (Carl Fischer publishing)
- 2000 – How to develop technique (Carl Fischer publishing)

## Boeken
- 1988 – Back to Basics
- 1992 – The Next Step (Manhattan Music)
- 1986 – Contemporary Drummer + One (Manhattan Music)
- 1997 – Ultimate Play-Along for Drums level I vol. I (Alfred Publishing Company)
- 1997 – Ultimate Play-Along for Drums level I vol. II (Alfred Publishing Company)
- 2001 – In Session with the Dave Weckl Band (Carl Fischer Music)
- 2004 – Exercises for natural playing (Carl Fischer Music)